# Achmed Baâdoud
Achmed Baâdoud (Beni Said (Marokko), 10 februari 1972) is een Nederlands politicus van Marokkaanse afkomst. Voor de Partij van de Arbeid was hij van 2006 tot 2018 achtereenvolgens portefeuillehouder en stadsdeelvoorzitter van het Amsterdamse stadsdeel Nieuw-West (tot 2010 Osdorp).

## Loopbaan
Baâdoud begon zijn politieke carrière in 2002 als deelraadslid voor de PvdA in stadsdeel Osdorp. Van 2004 tot 2006 was hij fractievoorzitter voor deze partij in Osdorp. Na de gemeenteraadsverkiezingen van 2006 trad hij toe tot het dagelijks bestuur van Osdorp.
Hij werd door het bestuur van Amsterdam Nieuw-West voorgedragen als lijsttrekker bij de gemeenteraadsverkiezingen van 2010. Een voordrachtscommissie koos echter voor Ahmed Marcouch, op dat moment stadsdeelvoorzitter in Slotervaart. De situatie leidde tot een lijsttrekkersverkiezing onder partijleden op 7 december 2009, waarbij naast Marcouch en Baâdoud Marjo Teuling, sinds 2006 stadsdeelvoorzitter van stadsdeel Osdorp, kandidaat was. In de eerste ronde behaalde Marcouch net geen meerderheid: hij kreeg 88 stemmen, Baâdoud 79 en Teuling 9. In de tweede ronde, tussen de twee kandidaten met de meeste stemmen, haalden zowel Baâdoud als Marcouch 88 stemmen. Volgens de PvdA-regels zou daarna een loting volgen, maar dat vond afdelingsvoorzitter Hans Aertsen onbevredigend en hij stelde de leden voor de stemming te herhalen. Deze derde stemronde werd gewonnen door Baâdoud met 90 stemmen, tegenover 83 voor Marcouch.
Op 3 maart 2010 behaalde de PvdA Nieuw-West onder aanvoering van Baâdoud 32,8 procent van de stemmen, goed voor elf zetels in de 29 zetels tellende stadsdeelraad. Op 3 mei 2010 koos de stadsdeelraad Baâdoud tot eerste stadsdeelvoorzitter van Nieuw-West.
Vanwege geruchten over onregelmatigheden deed Walter Etty, oud-wethouder van Amsterdam, vanaf april 2010 onderzoek naar de totstandkoming van de kandidatenlijst. In een rapport concludeerde hij dat de verkiezing correct was verlopen. In een biografie over Marcouch die in 2014 verscheen, stelde afdelingsvoorzitter Aertsen dat er volgens hem sprake was geweest van ronselen, betalingen voor stemmen en het verdwijnen van stemkastjes, maar dat Etty dit als insinuaties beschouwde en het niet wilde onderzoeken.
Van oktober 2020 tot september 2021 was Baâdoud adviseur van het Cornelius Haga Lyceum, de islamitische scholengemeenschap in Amsterdam Nieuw-West, die ten tijde van zijn aanstelling in een bestuurlijke crisis verkeerde. Hij begeleidde het schoolbestuur in financiële en organisatorische kwesties en bij het verbeteren van het contact met de gemeente Amsterdam. In september 2021 gaf Baâdoud de opdracht terug, omdat hij zich niet kon vinden in de werkwijze van het algemeen bestuur van de stichting SIO.